# بوريس دوخوف
بوريس إينوكينتييفيتش دوخوف (بالروسية: Борис Иннокентьевич Духов؛ بالأوكرانية: Борис Інокентийович Духов؛ 9 نوفمبر 1937 - 28 نوفمبر 2011)، كان سياسيًا وضابطًا بالجيش شغل منصب قائد قوات الدفاع الجوي للقوات البرية للقوات المسلحة لجمهورية روسيا الاتحادية الاشتراكية السوفيتية. الاتحاد الروسي من 1991 إلى 2000.
كان دوخوف أيضًا عضوًا في البرلمان الأوكراني قبل استعادة جنسيته الروسية، حيث خدم من عام 1990 إلى عام 1991.
وحصل على رتبة عقيد آخر في عام 1988.

## سيرة شخصية
ولد بوريس دوخوف في كراسنويارسك في 9 نوفمبر 1937 لعائلة من الموظفين.
في عام 1945، ذهب إلى المدرسة الثانوية في نيجنيودينسك، إيركوتسك أوبلاست.
دوخوف من أصل روسي.
وفي عام 1955، التحق بمدرسة لينينغراد الفنية للمدفعية المضادة للطائرات. في عام 1958، نقل إلى مدرسة كييف العليا لهندسة المدفعية، حيث تخرج عام 1959.
في أبريل 1960، بعد التخرج، عَيَّنَ رئيسًا لمجموعة بطاريات هندسة الراديو في منطقة كييف العسكرية.
في مارس 1961، أرسل لمواصلة الخدمة في مجموعة القوات السوفيتية في ألمانيا مع تعيينه في منصب رئيس القسم الأول - ضابط توجيه كبير لبطارية الهندسة الراديوية لفوج صواريخ منفصل مضاد للطائرات.
في ديسمبر 1963 عَيَّنَ قائداً لبطارية هندسة الراديو - نائب قائد فرقة الصواريخ المضادة للطائرات للخدمة الهندسية والصاروخية لفوج صواريخ منفصل مضاد للطائرات (S-75) لمجموعة القوات السوفيتية في ألمانيا.
في نوفمبر 1966، عَيَّنَ قائدًا لفرقة الصواريخ المضادة للطائرات التابعة لفوج الصواريخ المضادة للطائرات المنفصل (S-75) التابع لجيش دبابات الحرس الأول التابع لمجموعة القوات السوفيتية في ألمانيا.
في أكتوبر 1968، واصل العمل كنائب قائد فوج الصواريخ المضادة للطائرات "كيوب" التابع لفرقة دبابات الحرس الرابع بمنطقة موسكو العسكرية، وفي أكتوبر 1970 عَيَّنَ في منصب قائد الفوج نفسه مع ترقية مبكرة إلى رتبة مقدم.
في نوفمبر 1973، وبسبب إنجازاته في التدريب القتالي، تمت ترقيته إلى رتبة عقيد قبل الموعد المحدد.
وفي مارس 1974، عَيَّنَ في منصب نائب رئيس قوات الدفاع الجوي لمنطقة موسكو العسكرية.
من سبتمبر 1975 إلى يونيو 1977 - طالب في الكلية الرئيسية للأكاديمية العسكرية لهيئة الأركان العامة للقوات المسلحة لاتحاد الجمهوريات الاشتراكية السوفيتية. بعد تخرجه من أكاديمية الأركان العامة للقوات المسلحة لاتحاد الجمهوريات الاشتراكية السوفيتية عام 1977، عَيَّنَ رئيسًا لقوات الدفاع الجوي لمنطقة شمال القوقاز العسكرية. في عام 1977، حصل على اللقب الفخري "الأخصائي العسكري المكرم في الاتحاد الروسي"، وفي أكتوبر 1979، تمت ترقيته إلى رتبة لواء في المدفعية.
ومن عام 1977 إلى عام 1980، كان قائدًا لقوات الدفاع الجوي في منطقة شمال القوقاز العسكرية.
وفي يوليو 1980، عَيَّنَ دوخوف قائدًا للدفاع الجوي لمنطقة تركستان العسكرية.
وفي عام 1983، تمت ترقيته إلى رتبة فريق.
في أكتوبر 1984، تولى قيادة قوات الدفاع الجوي للإتجاه الجنوبي الغربي.
في أغسطس 1986، عَيَّنَ الفريق دوخوف رئيسًا للأكاديمية العسكرية للدفاع الجوي للقوات البرية التي سميت باسم أ.م. فاسيليفسكي في كييف. وفي أكتوبر 1988، تمت ترقيته إلى رتبة عقيد.
في 18 مارس 1990، أنتخب دوخوف، كمواطن أوكراني، عضوًا في البرلمان، ونائبًا للشعب في أوكرانيا في الجولة الثانية، بنسبة 50.61% من الأصوات، و22 متقدمًا لعضوية المجلس الأعلى الأوكراني وتولى منصبه في 15 مايو. وكان عضوًا في لجنة البرلمان الأوكراني للدفاع وأمن الدولة.
في 13 ديسمبر 1991، قدم دوخوف تفويض نائبه فيما يتعلق بتعيينه في منصب رئيس قوات الدفاع الجوي للقوات البرية التابعة لوزارة الدفاع في جمهورية روسيا الاتحادية الاشتراكية السوفيتية والمغادرة المتزامنة من أوكرانيا.
بحلول ديسمبر 1991، أصبح دوخوف قائدًا لقوات الدفاع الجوي للقوات البرية للقوات المسلحة للاتحاد الروسي، بعد استعادته جنسيته الروسية.
في 31 يوليو 2000، أقال الرئيس الروسي فلاديمير بوتين دوخوف من المنصب العسكري بعد تقاعده.
توفي دوخوف في موسكو في 28 يوليو 2011 عن عمر يناهز 73 عامًا. ودُفن في مقبرة ترويكوروفسكي.